# Une famille vraiment Loud
Séries : Bienvenue chez les Loud et Bienvenue chez les Casagrandes / Film : Bienvenue chez les Loud, le film et Un Noël chez les Loud Film : Bienvenue chez les Casagrandes, le film
Une famille vraiment Loud (The Really Loud House) est une sitcom américaine en 40 épisodes créée par Tim Hobert et diffusée entre le 3 novembre 2022 et le 26 novembre 2024 sur Nickelodeon.
Il s'agit d'une adaptation en prise de vues réelles de la série d’animation Bienvenue chez les Loud, utilisant certains des acteurs qui sont apparus dans le téléfilm de 2021 : Un Noël chez les Loud.
En France et Suisse, la série est diffusée entre le 22 mai 2023 et le 6 décembre 2024 sur Nickelodeon, Elle est également rediffusée le 20 novembre 2023 sur Nickelodeon Teen, Comedy Central et MTV puis sur Gulli depuis le 28 septembre 2024.

## Synopsis
Tout comme la version originale, Lincoln Loud, 12 ans, se lance dans de nouvelles aventures dans la ville de Royal Woods avec son meilleur ami Clyde McBride, tout en naviguant dans le chaos de la vie dans une famille de 10 sœurs.

## Distribution

### Acteurs principaux
- Brian Stepanek (VF : Philippe Roullier) : Lynn Loud Sr.
- Jolie Jenkins (VF : Emma Clavel) : Rita Loud
- Wolfgang Schaeffer (de) (VF : Nathalie Bienaimé) : Lincoln Loud
- Jahzir Bruno (en) (VF : Audrey Sablé) : Clyde McBride
- Lexi DiBenedetto (VF : Caroline Mozzone) : Lori Loud
- Eva Carlton (VF : Claire Baradat) : Leni Loud
- Sophia Woodward (VF : Patricia Legrand) : Luna Loud
- Catherine Ashmore Bradley (en) (VF : Leslie Lipkins) : Luan Loud
- Annaka Fourneret (VF : Marie Facundo) : Lynn Loud Jr.
- Aubin Bradley (en) (VF : Magali Rosenzweig) : Lucy Loud
- Lexi Janicek (VF : Caroline Combes) : Lisa Loud
- Ella Allan (de) (VF : Jessica Barrier) : Lola Loud
- Mia Allan (de) (VF : Frédérique Marlot) : Lana Loud

### Acteurs récurrents
- August Michael Peterson (VF : Caroline Combes) : Lily Loud
- Bella Blanding (VF : Cerise Calixte) : Charlie Uggo
- Ray Ford (VF : Stéphane Miquel) : Harold McBride
- Stephen Guarino (en) (VF : Francis Benoît) : Howard McBride
- Gavin Maddox Bergman (VF : Alicia Hava) : Liam Hunnicutt
- Nolan Maddox (VF : Jessy Dubuis) : Rusty Spokes
- Mateo Castel (VF : Pénélope Guittard): Zach Gurdle
- Trinity Jo-Li Bliss (en) : Stella Zhau
- Damian Alonso (VF : François Créton) : Bobby Santiago

## Production
Le 24 mars 2022, un spin-off en direct de la série Bienvenue chez les Loud a été annoncée pour Paramount+. Certains acteurs du téléfilm Un Noël chez les Loud reprennent leurs rôles pour la série comme Wolfgang Schaeffer dans le rôle de Lincoln Loud et Jahzir Bruno (en) dans le rôle de Clyde McBride.
Le tournage de la série a commencé à Albuquerque, Nouveau-Mexique en juin 2022.
En septembre 2022, il a été annoncé que la série intitulée Une famille vraiment Loud serait diffusée sur Nickelodeon dès novembre 2022.
Le 5 octobre 2022, il a été annoncé que la série serait présentée le 3 novembre 2022.
Le 4 avril 2023, la série a été renouvelée pour une deuxième saison de vingt épisodes, accompagnée d'un film d'Halloween intitulé A Really Haunted Loud House.
Le 18 octobre 2024, il a été annoncé que la série se terminait après deux saisons.

### Fiche technique
Sauf indication contraire, les informations mentionnées dans cette section peuvent être confirmées par la base de données cinématographiques IMDb,  présente dans la section « Liens externes ».
- Titre original : The Really Loud House
- Titre français : Une famille vraiment Loud
- Création : Tim Hobert
- Réalisation : Jonathan Judge, Phill Lewis, David Kendall, Melissa Kosar etCarlos González
- Scénario : John Dale, Audrey Hobert, Tim Hobert, Chris Savino, Alan Yanaga, Matthew Flanagan, Michael Hobert, David McHugh et Angela Yarbrough
- Musique : Doug Rockwell ; Chris Savino, Michelle Lewis, Doug Rockwell (musique thématique)
  - Compositeur(s) : Niv Toar et Gabriel Mann
  - Compositeur(s) de musique thématique : Niv Toar et Gabriel Mann
  - Générique de début : In the Really Loud House par Michelle Lewis, Doug Rockwell et Chris Savino
- Production :
  - Producteur(s) : Don Dunn
  - Producteur(s) exécutive(s) : Tim Hobert, Jonathan Judge et Michael Rubiner
- Société(s) de production : Nickelodeon Productions, 93rd Street Productions, Quick to Judge, CBS Studios, Paramount Television Studios
- Société de distribution : CBS Media Ventures
- Pays d'origine :  États-Unis
- Langue d'origine : Anglais
- Format : couleur
  - Format image : 16:9 HDTV 1080i, 720p (HDTV)
  - Format audio : 5.1 surround sound
- Genre : Comédie
- Durée : 22-24 minutes
- Date de première diffusion :
  - 3 novembre 2022 sur Nickelodeon
  - 22 mai 2023 sur Nickelodeon France
  - 20 novembre 2023 sur Nickelodeon Teen.
- Classification : déconseillé aux moins de 7 ans

#### Adaptation
- Version française
  - Société de doublage : VSI Paris
  - Direction artistique : Philippe Roullier, Edwige Chandelier
  - Adaptation des dialogues : Charles Platto
  - Direction musicale : Quentin Bachelet
  - Enregistrement : Jo Moreau
  - Montage : Rémy Dégorgue
  - Mixage audio : Rémy Dégorgue

 Source et légende : version française (VF) sur RS Doublage,

## Épisodes
| Saison | Saison | Épisodes | États-Unis      | États-Unis       |
| Saison | Saison | Épisodes | Début           | Fin              |
| ------ | ------ | -------- | --------------- | ---------------- |
|        | 1      | 20       | 3 novembre 2022 | 29 juin 2023     |
|        | 2      | 20       | 19 février 2024 | 26 novembre 2024 |

### Première saison (2022-2023)
| №    | #    | Titre français | Titre original | Diffusion française      | Diffusion originale          | Code prod. |
| ---- | ---- | --- | --- | ------------------------ | ---------------------------- | ---------- |
| 1    | 1    | Le garçon qui a toujours un plan B | The Macho Man With the Plan | 22 mai 2023              | 3 novembre 2022              | 101        |
| 2    | 2    | Les Corvées | The Chore Thing | 23 mai 2023              | 10 novembre 2022             | 102        |
| 3    | 3    | Un dilemme qui gratte | The Blemish Dilemish | 25 mai 2023              | 17 novembre 2022             | 104        |
| 4    | 4    | La glace de la victoire | The Banana Split Decision | 29 mai 2023              | 24 novembre 2022             | 106        |
| 5    | 5    | Frérobot | Ro-Bro | 24 mai 2023              | 1er décembre 2022            | 103        |
| 6    | 6    | Donne moi ta main | I Wanna Hold Your Hand | 31 mai 2023              | 8 décembre 2022              | 108        |
| 7    | 7    | Le garçon qui te donne des ailes | The Guy Who Makes You Fly | 30 mai 2023              | 5 janvier 2023               | 107        |
| 8    | 8    | L'agent qui a toujours un plan | The Manager with the Planager | 26 mai 2023              | 12 janvier 2023              | 105        |
| 9    | 9    | Corps et âme | Heart and Soul | 30 octobre 2023          | 19 janvier 2023              | 111        |
| 10   | 10   | Une chambre à soi | No Louds Allowed | 31 octobre 2023          | 26 janvier 2023              | 112        |
| 1112 | 1112 | La Princesse et l'Émeraude éternelle : Un conte de fées à Royal Woods - Partie 1La Princesse et l'Émeraude éternelle : Un conte de fées à Royal Woods - Partie 2 | The Princess and the Everlasting Emerald: A Royal Woods Fairytale - Part 1The Princess and the Everlasting Emerald: A Royal Woods Fairytale - Part 2 | 1er juin 20232 juin 2023 | 2 février 20239 février 2023 | 109110     |
| 13   | 13   | La fête des mères | What's a Mother to Redo | 3 novembre 2023          | 1er juin 2023                | 119        |
| 14   | 14   | Meilleurs ensemble | Better Together | 2 novembre 2023          | 8 juin 2023                  | 117        |
| 15   | 15   | Les héros de tous les jours | Home Is Where the Hero Is | 3 novembre 2023          | 15 juin 2023                 | 113        |
| 16   | 16   | L'union fait la farce | Spelling and Doorbelling | 5 novembre 2023          | 15 juin 2023                 | 115        |
| 17   | 17   | Un fromage qui fait rêver | Sweet Dreams Are Made of Cheese | 4 novembre 2023          | 22 juin 2023                 | 114        |
| 18   | 18   | Entre amis, tous les coups sont permis | All Fair in Love and Sleepovers | 6 novembre 2023          | 22 juin 2023                 | 116        |
| 19   | 19   | La journée de la fraternité | Some Buddy to Love | 7 décembre 2023          | 29 juin 2023                 | 118        |
| 20   | 20   | Les Loud ont du talent | Little-ol-lady-whoooo Has Talent | 8 décembre 2023          | 29 juin 2023                 | 120        |

### Deuxième saison (2024)
| №    | #  | Titre français                                                      | Titre original,                                             | Diffusion française                | Diffusion originale | Code prod. |
| ---- | -- | ------------------------------------------------------------------- | ----------------------------------------------------------- | ---------------------------------- | ------------------- | ---------- |
| 2122 | 12 | Chantons sous l'oubli : 1re partieChantons sous l'oubli : 2e partie | A Musical to Remember: Part IA Musical to Remember: Part II | 16 septembre 202417 septembre 2024 | 19 février 2024     | 201202     |
| 23   | 3  | La surprise de Lincoln : de l'amour dans l'air                      | The Tennessee Surprise: Love Is in the Air                  | 18 septembre 2024                  | 6 mars 2024         | 209        |
| 24   | 4  | Opération soirée pyjama                                             | Last Friend Standing                                        | 19 septembre 2024                  | 13 mars 2024        | 205        |
| 25   | 5  | Treize à la douzaine                                                | Louder by the Dozen                                         | 20 septembre 2024                  | 20 mars 2024        | 206        |
| 26   | 6  | La gentillesse paie toujours                                        | Nice Guys Finish First                                      | 23 septembre 2024                  | 3 juin 2024         | 203        |
| 27   | 7  | Le tribunal Loud : les flammes de la justice                        | Loud Family Court: The Flames of Justice                    | 24 septembre 2024                  | 4 juin 2024         | 210        |
| 28   | 8  | Un héros encombrant                                                 | Get Out of Dodgeball                                        | 25 septembre 2024                  | 5 juin 2024         | 204        |
| 29   | 9  | La saint-valentin chez les Loud                                     | Louds in Love                                               | 18 septembre 2024                  | 10 juin 2024        | 207        |
| 30   | 10 | L'autre garçon qui a toujours un plan                               | The Other Man With Better Plans                             | 27 septembre 2024                  | 11 juin 2024        | 208        |
| 31   | 11 | McCloud contre les robots                                           | McCloud vs. Machine                                         | 25 novembre 2024                   | 12 juin 2024        | 211        |
| 32   | 12 | Les Loud ont le blues                                               | Loud Blues                                                  | 26 novembre 2024                   | 17 juin 2024        | 213        |
| 33   | 13 | Petites soeurs et grandes aventures                                 | Little Sisters' Big Adventure                               | 27 novembre 2024                   | 18 juin 2024        | 212        |
| 34   | 14 | Sans Bobby, tout est fini                                           | The Boyfriend Stays in the Picture                          | 28 novembre 2024                   | 19 juin 2024        | 214        |
| 35   | 15 | Le garçon avec un plan de secours                                   | The Man with the Backup Plan                                | 29 novembre 2024                   | 18 septembre 2024   | 215        |
| 36   | 16 | L'Odyssée                                                           | The Odyssey                                                 | 2 décembre 2024                    | 25 septembre 2024   | 216        |
| 37   | 17 | Trois soirées en une                                                | A Tale of Three Parties                                     | 3 décembre 2024                    | 2 octobre 2024      | 217        |
| 38   | 18 | Soirée jeux                                                         | Game Night                                                  | 4 décembre 2024                    | 9 octobre 2024      | 218        |
| 39   | 19 | Ratage énorme : Super Dément a un plan                              | Epic Tales of Epic Fails: The Madman with the Plan          | 5 décembre 2024                    | 16 octobre 2024     | 219        |
| 40   | 20 | Thanksgiving                                                        | A Really Loud Thanksgiving: The Gobble Squabble Debacle     | 6 décembre 2024                    | 26 novembre 2024    | 220        |

## Film
1. Un Noël chez les Loud (A Loud House Christmas)
2. Halloween chez les Loud (A Really Haunted Loud House)

## Accueil

### Réception critique
Stephanie Snyder de Common Sense Media a attribué à la série trois étoiles sur cinq affirmant que « L'émission en direct est sûre de capturer le cœur des jeunes téléspectateurs qui ont déjà aimé Bienvenue chez les Loud en voyant les personnages prendre vie ».

### Récompenses et nominations
| Année | Prix                                                | Catégorie                                  | Acteurs nommés                 | Résultats  |
| ----- | --------------------------------------------------- | ------------------------------------------ | ------------------------------ | ---------- |
| 2023  | Make-Up Artists and Hair Stylists Guild Awards 2022 | Family and Teen Programming - Best Make-Up | Sierra Barton Alisha Baijounas | Nomination |
| 2023  | Kids' Choice Awards                                 | Favorite Family TV Show                    | The Really Loud House          | Nomination |

## Audiences
| Saison | Épisodes | Lancement         | Lancement       | Fin de saison     | Fin de saison   |
| Saison | Épisodes | Date de diffusion | Téléspectateurs | Date de diffusion | Téléspectateurs |
| ------ | -------- | ----------------- | --------------- | ----------------- | --------------- |
| 1      | 20       | 3 novembre 2022   | 220 000         | 29 juin 2023      | 120 000         |
| 2      | 2        | 19 février 2024   | 130 000         | 26 novembre 2024  | NC              |